# 心跳回忆2
《心跳回忆2》是一款由科乐美制作和发行的戀愛模擬遊戲，簡稱《Tokimemo 2》（ときメモ2），是《心跳回忆系列》第二作。本游戏于1999年11月25日在PlayStation发行。主場景是響野高中。
《Fami通》给予本游戏的评分为33/40。

## 角色

### 主要角色
陽之下光
聲優：野田順子
本作的女主角。玩家的青梅竹馬。一名充滿元氣且積極正向思考的女孩，在幼年時期卻是愛哭的孩子。喜歡能活動身體的事，運動能力很高。社團為田徑社，專業為短跑項目，擁有一百公尺11秒的實力。喜歡的東西是夏天、大海、太陽、玻璃工藝品。與《純愛手札》女主角藤崎詩織不同的地方是，由於一開始便對玩家抱持好感而最容易被攻略（最初登場的友好度就比其他女角色高，攻略所需要的玩家能力數值相比玩家要攻略詩織時要來得少）。特徵是左眼眼角下的愛哭痣。
直到小學二年級時都是玩家的鄰居，由於玩家搬家而忽然分開。但在高中的入學典禮時再次相逢。（但是玩家並沒有搬回到當初搬離的家而是改住別的地方，所以現在並不是鄰居。）由於這個原因，玩家與光之間，關於過去兒時相處時的話題相當的多。另外，光見到玩家與憧憬的大姊姊華澄友好的場面時，會忌妒眼紅。
對玩家有很多反應，時不時的會有主動的積極行為，站在玩家的立場而言是非常開心的。但是，若看見玩家跟其他女角色往來友好，會非常傷心，反映在遊戲中則是容易產生炸彈。
髮型為短髮，但在童年與國中時代為長髮。（響野高中入學典禮前一天將一頭長髮剪掉，PS作品中《Substories》有提到）。高中畢業後才開始將頭髮留長。
戰鬥時的奧義招式為「愛之替身」（愛の身代わり），保護玩家因而自己受到攻擊。光由於被攻擊而無法繼續戰鬥，看到光受傷而被激怒的玩家攻擊力大幅提升。
生日是6月25日，巨蟹座，血型為A型，身高157公分，體重44公斤。印象色為紅色，印象花為向日葵。高三文化祭活動想開設的店鋪為「小物屋」。
官方人氣投票第一名，約獲得總票數的29%，對比第三名以下有著高於三倍票數的絕大差距。
水無月琴子
聲優：小菅真美
光從國中時代起的好友。打從心裡深愛日本文化的女孩子。外在表現，她的言行讓人感覺冷淡，實際上內心卻是一直掛念好友想法，溫柔的少女。擔心著光的事情，說些會讓玩家緊張的話。與玩家更親近時，會出現更多掛念光有關的事件場景。
在遊戲作品中『Substories』被強調了隱藏自己真正情感與掛念光的感覺這一部分，PS上三部純愛手札2的作品中同樣地表現出，琴子逐漸地被玩家吸引，琴子自身則在玩家與光之間的關係而苦惱不斷。可說是相反的光，與光成為朋友的歷程在『Substories 〜Memories Ringing On〜』被揭露。
被走龐克路線的哥哥影響的關係，超討厭外國的東西。咖啡與辛辣物、橫書式也討厭。特別討厭咖哩，連聞到味道都覺得討厭。甜的東西不吃，但倒不是做不出來。社團為茶道部。茶道部教室是校長認證許可的私人房間，冬天會設置小火爐。由於非常怕冷，冬天在學校內的穿著會厚得非常誇張。髮型為長直髮，國中時代則是與光相反的短髮。（在作品『Substories』中本人提及，憧憬光的長髮，所以才逐漸留長。）
戰鬥時的奧義招式為「來點粗茶嗎」（粗茶ですが），拿出超苦的茶阻止敵人的進攻。
姓氏中的「水無月」為6月的別稱，生日為12月2日，射手座，血型為AB型，身高166公分，體重47公斤。印象色為水藍色，印象花則為菖蒲。高三文化祭活動想開設的店鋪為「喫茶店」。
官方人氣投票第十名。
寿美幸
聲優：高野直子
有著相當吉祥的名字與生日，但卻是個宛如被不幸之神附身的女孩，動不動就會遭遇各式各樣的不幸。
雖然時常遭遇不幸，但個性仍然十分樂觀開朗沒什麼心機，對流行很敏感，也對新奇的東西與開運物品很感興趣，髮型亦十分多變。由於時常遭遇不幸的關係，讓她練出了就算被小貨車撞到也能毫髮無傷的能力，如此強大的生命力再加上她平常在學校的髮型，因此被開發團隊戲稱為「蟑螂」。
隸屬於網球社，常常翹掉社團活動，但如果主角在社團的練習賽輸掉，她會自責說是因為自己替主角加油的緣故。
戰鬥時的奧義招式為「不幸全開」，會隨機召喚卡車、幽浮、野狗群等等不幸給予敵我雙方損傷。
生日是1月1日，摩羯座，血型為O型，身高155公分，體重43公斤。印象色為紫色，印象花為扶桑花。由於生日和元旦同一天，如果主角與她一起去新年參拜會無法送她生日禮物。高三文化祭活動想開設的店鋪為「天文館」。
官方人氣投票第八名。
一文字茜
聲優：野村真弓
雖然住在豪宅裡，但卻因為雙親長年在外旅行而必須出外打工賺生活費，廚藝優秀家事全能的少女。
由於經濟拮据的關係所以對時間與金錢相當看重，連帶使得喜歡的約會地點多半以不太需要花錢的地方為主，也因為同樣的緣故所以在學校時一年四季都穿著夏季制服，平常約會時的服裝也是特定幾件衣服交換搭配。
有一個哥哥，正是本遊戲中的總番長「一文字薰」，因為這個緣故所以小混混跟總番長等人不會對她動手，連帶使得她沒有施展戰鬥奧義的機會，然而本身的戰鬥力堪稱眾女角最強，能一拳打倒自己的哥哥。
生日為9月10日，處女座，血型為O型，身高159公分，體重46公斤。印象色為茶色，印象花則為非洲菊。高三文化祭活動想開設的店鋪為「喫茶店」。
官方人氣投票第六名。
白雪美帆
聲優：橘光
外型參考了小紅帽的設計。對未來充滿幻想、喜歡占卜而且占卜技術一流的少女。
隸屬於話劇社，是個喜歡浪漫幻想的女孩。有著逃避現實的習慣，偶爾會對著只有自己能看見的妖精講話，除了占卜以外也很喜歡擁有極高人氣的青蛙商品「ケロケロでべそちゃん」。
戰鬥時的奧義招式為「今日的運氣是...」（今日の運勢は），會隨機給予敵方傷害、給予敵我雙方傷害、讓主角下次攻擊必定爆擊等等。
生日為2月24日，雙魚座，血型為B型，身高156公分，體重41公斤。印象色為粉紅色，印象花則為鬱金香。高三文化祭活動想開設的店鋪為「占卜館」。
官方人氣投票第九名。
赤井焰
聲優：熊井統子
個性自由奔放、行事粗魯的學生會長。小時候由於個性與外型頗為男性化而被當時的主角以為是男孩子。
會擔任學生會長的原因則是因為開學典禮遲到而被校長強迫任命，然而當事人對這份職責沒多大興趣，所以會把累積的工作堆到學生會的夏季合宿解決掉。比起學生會長的職責更熱衷於吃與睡與玩樂，同時也是個遲到慣犯。
與一文字茜是好友，並且在認識八重花櫻梨後對這名遠離人群的同學抱持著相當的關心，但與伊集院梅之間的關係可以說是水火不容。
戰鬥時的奧義招式為「背後踢」（背後からキック），發動時會暫時脫離戰場，然後再從敵方背後使出會長踢（会長キック）給予傷害。
生日為7月18日，巨蟹座，血型為B型，身高149公分，體重39公斤。印象色為橘色，印象花則為蒲公英。高三文化祭活動想開設的店鋪為「遊戲廳」。
官方人氣投票第四名。
八重花櫻梨
聲優：村井每早
過往所屬名門學校的排球社，經歷某事件後陷入對人的不信任，開始避免與人交際的無表情少女。在玩家積極的行動後，緩慢地顯露自己原本的性格。
運動神經相當優秀，認真游泳的速度甚至能勝過陽之下光。並且在眾多高學習力女主角群中是頭腦最好的，只是不喜歡學習而已。遊戲序盤中跟玩家的約會帶給人們陰闇的印象（爽約、負面思考等）。但在高中三年級後某事件中，會跟玩家說明在過去學校社團中發生的事件，並在之後重新振作，加入本校的排球隊，讓人印象反轉成為開朗外向的女孩子。
跟楓子是好朋友。高中三年級時，比之一二年級對玩家的態度有極大的轉變，大膽的言論也讓引人注目。此外，穿衣的品味也隨著這類印象的反轉而有同步的變化。「Substories」中的三部作品（Dancing Summer Vacation、Leaping School Festival、Memories Ringing On）也將八重花櫻梨逐漸恢復原本性格姿態的過程有所描寫。
其實是經歷某事件，從過去高中的自願退學，再來讀ひびきの高校的關係，所以比玩家年長一歲。由於上述的關係，能經常看到她成熟的一面。如果玩家遊玩遊戲時跟她沒有深交，一陣子就會自主退學。遊戲開發的廢案指出，她退學後的終末是選擇自殺。遊戲正式上市的考量，她退學後的後話改成進路不明。反過來講，如果沒有退學的話，憑藉她良好的身材比例與活絡的運動神經，未來的進路則是模特兒或職業排球選手。
本作中最高的人氣角色中的一員，電擊文庫所發售的小說版中，作為小說版女主角的遊戲角色除了光外，只有花櫻梨有此殊榮。官方商品數量還比光多，商品圖案中常出現光與花櫻梨與其他一人的模式。小說版加入了父親海外工作、母親為雜誌編輯的設定。
戰鬥時的奧義招式為「認真模式」（本気モード），向敵人詢問「你這樣下去沒問題嗎？（あなた、それでいいの?）」的同時，給予高傷害的精神攻擊。
生日為5月20日，金牛座，血型為A型，身高169公分，體重50公斤。印象色為粉紅。印象花為名字的來源八重櫻。高三文化祭活動想開設的店鋪為「咖啡簡餐店」。
官方人氣投票第二名，約獲得總票數的24%，第三名以下與前兩名有著絕大的差距。
佐仓枫子
聲優：前田千亞紀
擅長縫紉的棒球社經理，有點笨拙但個性積極正向的少女。對自己的身高與體重相當在意。
八重花櫻梨的朋友，同時與前作的虹野沙希亦是透過社團活動而認識的朋友。遊戲第二年九月會轉學至大門高中，由於這個原因因此被設定為所有角色中能最快達到心動狀態的角色。
雖然第二年九月後與主角分隔兩地，但是棒球社的練習比賽與甲子園的決勝戰若滿足條件則會再次與她碰面。除此之外，修學旅行選擇前往北海道，或是文化季選擇化妝遊行，都有機會與她再會。
戰鬥時的奧義招式為「歪打正著」（怪我の功名），發動時會衝向敵方，但在半途被石頭絆倒而用頭部撞擊對方給予傷害。
生日為11月14日，天蠍座，血型為O型，身高154公分，體重46公斤。印象色為青綠色，印象花則為波斯菊。
官方人氣投票第七名。
伊集院梅
聲優：田村由香里
比主角小一年級的學妹，性格十分任性的伊集院家大小姐，前作角色伊集院麗的妹妹。
將前作的紐緒結奈視為師傅，在電腦方面具有相當豐富的知識，並在入學後將科學社強行改成了電腦社。平常在學校穿著特別訂製，與一般校服不同外型的校服，但在滿足條件後亦會穿上普通校服出現在主角面前。
與赤井焰之間的關係頗為糟糕，甚至曾將對方誤以為是男性，在入學後發現對方其實是女孩子時一度陷入錯亂狀態。
戰鬥時的奧義招式為「咲之進幫我一下」（助けて咲之進），會召喚出自己的心腹三原咲之進對敵方使出宛如大衣暴露狂般的謎樣攻擊造成傷害。
生日是10月28日，天蠍座，血型為AB型，身高149公分，體重38公斤。印象色為黃色，印象花為薔薇。
官方人氣投票第五名。
麻生华澄
聲優：鳥井美沙
主角幼年期時的舊識，宛如鄰家大姊姊一般的存在。在遊戲中第二年九月會以實習老師的身分登場，並在第三年正式成為主角的級任老師，負責科目為國文，同時也是吹奏樂社的顧問老師。
容姿端麗、頭腦聰明、運動萬能、性格開朗而且擅長照顧人，可以說是相當優秀的女性，但同時也有不擅長早起與操作機器的一面。與前作的藤崎詩織一樣對伴侶的要求相當高，然而能攻略的時間卻僅僅只有一年半左右，與其他角色相比算是難度較高的攻略對象。
戰鬥時的奧義招式為「真誠勸說」（真心の説得），斥責對手使其陷入反省狀態而暫時停止行動（但對バイト番長無效）。
生日是10月9日，天秤座，血型為A型，身高164公分，體重48公斤。印象色為綠色，印象花為滿天星。
官方人氣投票第三名。
九段下舞佳
聲優：山田美穗
華澄的朋友，ひびきの高中的校友，姓名來源為「九段下の前か」。本作隱藏角色之一。
興趣是工作但沒有固定職業而是從事許多兼差，主角幼年期時也能遇見正在送報紙的她。若主角在特定時間購買通販商品她會以宅配屋人員的身分登場，之後與其他女孩子約會時有一定機率看到她在各種場合打工的畫面。
生日是1月20日，摩羯座，血型為B型，身高167公分，體重48公斤。印象色為茶色。
野咲菫
聲優：本井英美
タケヒロ馬戲團團長的女兒、馬戲團的看板娘兼空中飛人。本作隱藏角色之一，也是遊戲全部可攻略對象中唯一未就讀過高中的角色。
個性單純誠實，養了一隻名為「デイジー」的猴子，平常也會讓牠待在自己的肩上。
必須在遊戲中的2000年2月11日選擇運動指令才會登場，一旦錯過就再也不會出現。
生日是3月1日，雙魚座，血型為A型，身高153公分，體重37公斤。印象色為青色。
白雪真帆
聲優：橘光
美帆的雙胞胎妹妹。前作舞台きらめき高中的學生。本作隱藏角色之一。
胸部比美帆大，個性與美帆有許多相異之處，但也有像是同樣喜歡占卜之類相同的地方。由於兩人臉蛋長得一模一樣，所以有時她會代替美帆去與玩家約會。
與其他角色不同的地方是主角無法直接打電話聯繫她，而她代替美帆赴約則為隨機的亂數事件，若攻略成功時她告白的地點則會是前作きらめき高中的傳說之樹樹下。
與前作的朝日奈夕子是學業成績半斤八兩的好友，同屬前作的紐緒結奈以及美樹原愛兩人與她的關係也頗為密切。
戰鬥時的奧義招式和美帆一樣為「今日的運氣是...」（今日の運勢は），但是效果卻與美帆不同，多半會對己方造成損害。
生日為2月24日，雙魚座，血型為B型，身高156公分，體重41公斤。印象色為粉紅色。高三文化祭活動想開設的店鋪和美帆一樣為「占卜館」。
坂城匠
聲優：增田由紀
玩家的同學，與前作的早乙女好雄一樣是個情報通。
由於身形嬌小又長了一張很可愛的臉，因此在女孩子當中相當受歡迎，身為遊戲中負責提供女孩子情報給主角的他，同時也是將傳說之鐘相關故事告知主角的人。
若在遊戲中與他想要追求的對象關係密切到某個程度時，他會在畢業之前向主角確認對該角色的心意，視主角的回答則有可能與其展開爭奪該名女性的決鬥。與其他大部分女孩子相同的一點是他也會使用戰鬥奧義「老師！拜託您了」（先生! お願いします），會召喚出校長爆裂山和美對主角發動攻擊。
生日為9月6日，處女座，血型為AB型，身高153公分。
穗刈纯一郎
聲優：野島健兒
玩家的同學，劍道社社員。
個性耿直專注的純情少年。與主角和匠在遊戲中三年都在同一班級，主角與匠都以「純」來稱呼他。家裡經營花店，有三個姊姊。
與匠一樣在同樣條件下會發生畢業前夕的決鬥事件，但由於遊戲本身設定的關係，因此這個事件發生的機會與匠比起來較為低下。他所使用的戰鬥奧義與主角在劍道社習得的奧義一樣是「真·不動明王縱劈」（真・不動明王唐竹割り），是個能在手上的木刀附加火焰再劈斬對手的技巧。
生日為5月5日，金牛座，血型為A型，身高175公分。

### 其他角色
爆裂山和美
聲優：納谷悟朗
ひびき高中校友暨校長，興趣是乾布摩擦。
雖然外表看起來很有威嚴，但個性相當溫和也很關心學生，本身是個抱持著「尊重學生的自由與好奇心」這種態度的教育者，甚至公然容許學生們談戀愛。
與現任學生會長焰之間交情很好，好到會兩個人一起在學校角落燒落葉烤番薯的程度。
生日為8月10日，獅子座，血型不明，身高188公分。
三原咲之進
聲優：室園丈裕
梅的侍從兼心腹，是個隨身攜帶手槍用以護身的美男子，擅長射擊。
個性自戀，認為自己是最俊美的人，但對於那些被他認為比他更美的人則沒有抵抗力，若主角的容姿達到某個程度則會發生他在畢業當天告白的事件。
與前作伊集院家的外井雪乃丞一樣會在伊集院家的聖誕晚宴會場外頭守門，若容姿低於標準則會被其擋在門外不得而入。
生日與血型不明，身高181公分。
總番長
聲優：若本規夫
真實身分為一文字茜的哥哥一文字薰。與前作的番長是同一人物，擁有超越人類的強大力量，也是世上最強的不良少年，會施展「超眼力」、「巨大化」、「金茶子鷹」、「袖龍」、「袖龍零式」等等千奇百怪的奧義，設計概念為四神中的青龍。
在滿足條件後會在第三年的秋天出現在主角面前向主角發起挑戰，而在茜的路線中則會為了測試主角而派遣四天王先後前來挑戰主角，以及新年時與主角的一對一的單挑戰鬥，在茜的告白場合則會看見他在背後想要阻止自己的妹妹卻被四天王強行攔住的一幕。
與華澄和舞佳是彼此認識的高中同學，也是應援團的畢業學長。
生日為10月9日，天秤座，血型為O型，身高191公分，體重95公斤。
筋肉番長
聲優：室園丈裕
四天王之一，本名櫻田門長太。設計概念為四神中的玄武。
相撲社（已廢社）的畢業學長，是個平常會在背上背著鐵製甲殼、在雙手手臂上綁著鐵製手甲的巨漢，雖然肌肉發達但頭腦不太好。
戰鬥奧義為「是有個屁用啊」（への突っ張りはいらんのじゃー）。
生日為5月5日，金牛座，血型為O型，身高208公分，體重108公斤（包含甲殼在內）。
火球番長
聲優：山田美穗
四天王之一，本名四谷甲二。設計概念為四神中的朱雀。
棒球社的畢業學長，四天王中最年輕的一個，雖然是個重情義的好人但同時也有著脾氣浮躁行事笨拙的一面。
戰鬥奧義與主角能在棒球社習得的社團奧義一樣為「沉重的整地滾筒」（重いコンダラ）。
生日為8月19日，獅子座，血型為A型，身高154公分，體重53公斤。
枯木番長
聲優：室園丈裕
四天王之一，本名神田秋葉。設計概念為四神中的白虎。
劍道社的畢業學長，留著一頭長髮，個性冷酷的男子，平常隨身帶著木刀，護手則能伸出爪子。
戰鬥奧義與純一郎一樣為「真·不動明王縱劈」（真・不動明王唐竹割り）。
生日為2月9日，水瓶座，血型為B型，身高183公分，體重58公斤。
バイト番長
聲優：山田美穗
四天王之一，個人資料全部不明。
擅長使用溜溜球施展華麗的攻擊，也能讓女性角色們的戰鬥奧義無效化，但戰鬥到一半會因為打工時間快到了而自行脫離戰場。
若對手是主角和華澄的組合，語氣會產生變化。
野咲ストレリッチア
聲優：野島昭生
堇的父親，馬戲團團長，通稱「野咲爸爸」。
飯塚三流
聲優：大倉正章
大門高中棒球社的王牌選手，會對身為棒球社社員的主角謊稱自己是主角的情敵，真正目的則是為了激起主角的危機感進而讓主角與楓子之間的感情更進一步。